# قشة هيرشكوفيتز
قرد القِشّة هيرشكوفيتز ؛ مرموسيت هيرشكوفيتز (الأسم العلمي: Mico intermedia)، والمعروفة أيضًا باسم قِشّة آريبوانا Aripuanã وهو نوع من أنواع قرود القشة المستوطنة في البرازيل. والاسم الشائع هو إشارة إلى عالم الحيوان الأمريكي فيليب هيرشكوفيتز.